# Suhoi Su-30
Suhoi Su-30 (NATO: Flanker-C) este un avion de luptă multirol proiectat de constructorul rus Suhoi, și introdus în 1996. Poate efectua atât misiuni aer-sol cât și aer-aer, dovedind performanțe ridicate.

## Descriere
- Tip: avion multirol
- Producător: Suhoi
- Primul zbor: 31 decembrie 1989
- În serviciu: 1996 - prezent
- Beneficiari principali	
  - Forțele Aeriene ale Chinei
  - Forțele Aeriene ale Venezuelei
  - Forțele Aeriene ale Vietnamului
  - Forțele Aeriene Ruse
- Produs: anii 1990 – prezent
- Număr construit: peste 420 bucăți
- Cost unitar: aproximativ 34 milioane dolari (varianta Su-30K)
- Dezvoltat din: Suhoi Su-27

### Variante:
- Su-30K: variantă comercială a versiunii de bază a Su-30.
- Su-30KI: variantă cu un singur loc, propusă de Suhoi pentru Forțele Aeriene Ruse și ca variantă de export pentru Indonezia, au fost comandate 24 bucăți, ulterior comanda a fost anulată ca urmare a crizei financiare din Asia din anul 1997. Este singura variantă cu un singur loc din familia Su-30.
- Su-30KN: variantă modernizată a modelelor Su-27UB, Su-30 și Su-30K. Proiectul a fost abandonat pentru o perioadă, ulterior a fost terminat sub forma variantei Su-30M2.
- Su-30MK: varianta comercială a modelului Su-30M apărută pe piață în 1993. Varianta avea sistemele de navigație și comunicații produse de Hindustan Aeronautics Ltd.
- Su-30M2: variantă îmbunătățită a Su-30MK produsă de KnAAPO, având aripi canard și control vectorizat al jetului de gaze. Testele din fabrică au fost finalizate în septembrie 2010.
- Su-30MKI: variantă dezvoltată în comun cu Hindustan Aeronautics Limited pentru Forțele Aeriene Indiene. Modelul avea control vectorizat al jetului de gaze, aripi canard, un sistem de senzori dezvoltat în comun de Israel, India, Rusia și Franța. Denumirea NATO: Flanker-H. Se presupune că Su-30MKI este mult mai avansat față de modelele Su-30MK, Su-30MKK/MK2, și Su-30MKM.
- Su-30MKK: Versiune de export pentru China. Denumire NATO: Flanker-G.
- Su-30MKM: un derivat al modelului ruso - indian MKI, fiind o variantă mai specializată pentru Forțele Aeriene Malaeziene, având control vectorizat al jetului de gaze și aripi canard. Sistem de senzori achiziționat pe componente din diferite țări, astfel display-ul de pe cască, sistemul IR (NAVFLIR) și marcatorul laser tip Damocles (LDP) produse la Thales Group of France, senzorul de detecție al rachetelor MAW-300, detectorul radar RWS-50 RWR și detectorul laser produse la SAAB AVITRONICS (Africa de Sud), radarul de tip NIIP N011M BARS PESA radar, sistemul de bruiaj și sistemul de ochire optic produse în Rusia.
- Su-30MKA: versiune de export pentru Algeria bazat pe modelul MKI dar având sistemul de senzori produs de Franța și Rusia, după cerințele Algeriei.
- Su-30SM: variantă multirol a modelului Su-30MKI produsă pentru armata rusă. A fost semnat un contract în martie 2012 pentru 60 astfel de aparate, cu livrare până în 2016. Primul zbor al acestei variante a avut loc la 21 septembrie 2012 Su-30SM.
- Su-30MKV: versiune de export pentru Venezuela.
- Su-30MK2V: versiune de export a modelului Su-30MK2 pentru Vietnam.

### Caracteristici:
- Echipaj: 2
- Lungime: 21,935 m
- Anvergură: 14,7 m
- Înălțime: 6,36 m
- Suprafața aripilor: 62,0 m2
- Greutate gol: 17.700 kg
- Greutate cu încărcătură: 24.900 kg
- Greutatea maximă la decolare: 34.500 kg
- Motoare: 2 turbofane AL-31FL
- Putere dezvoltată: 
  - Fără poscombustie: 7.600 kgf (74,5 kN) fiecare
  - Cu postcombustie: 12.500 kgf (122,58 kN) fiecare

### Performanță:
- Viteză maximă: Mach 2,0 (2.120 km/h)
- Rază de acțiune: 3.000 km la mare altitudine
- Plafon de zbor: 17.300 m
- Viteză ascensională: 230 m/s
- Încărcarea aripii: 401 kg/m2
- Raport putere/greutate: 0,98

### Armament:
Varianta Su-30MK are 12 grinzi de acroșare: 2 pe vârfurile aripii pentru rachete aer - aer, câte 3 sub fiecare aripă, câte una sub fiecare nacelă a motoarelor și 2 două aflate în tandem în zona dintre motoare. Pe aceste grinzi pot fi acroșate până la 8 tone de armament.
- Tunuri: 1 tun GSh-30-1 calibru 30 mm, cu 150 proiectile
- Rachete aer - aer: 6 rachete R-27ER1 (AA-10C), 2 rachete R-27ET1 (AA-10D), 6 rachete R-73E (AA-11), 6 rachete R-77 RVV-AE (AA-12)
- Rachete aer - sol: 6 rachete Kh-31P/Kh-31A anti-radar/anti-navă, 6 rachete ghidate laser Kh-29T/L, 2 rachete Kh-59ME
- Bombe: 6 bombe KAB 500KR, 3 bombe KAB-1500KR, 8 bombe FAB-500T, 28 bombe OFAB-250-270, bombe nucleare